# Lou Pearlman
Louis Jay Pearlman (Queens, 19 de junho de 1954 - Texarkana, 19 de agosto de 2016) mais conhecido profissionalmente como Lou Pearlaman, foi um produtor musical e empresário estadunidense. Ele iniciou sua carreira na área da aviação, mas obteve proeminência nos anos noventa, ao formar e empresariar o grupo masculino Backstreet Boys. Com o seu êxito na indústria do entretenimento, Pearlman passou a empresariar e produzir diversos outros grupos como N'Sync, O-Town, entre outros.
Em 2006, Pearlman foi acusado de administrar um dos maiores e mais antigos esquemas Ponzi da história dos Estados Unidos, deixando mais de US$ 300 milhões de dólares em dívidas. Depois de ser preso, ele se declarou culpado de conspiração, lavagem de dinheiro e declarações falsas durante um processo de falência. Em 2008, foi condenado e sentenciado a 25 anos de prisão e morreu sob custódia federal em 2016.

## Biografia e carreira

### 1954–1991: Primeiros anos e negócios na aviação
Louis Jay Pearlman nasceu no Queens, Nova Iorque, como o único filho do judeu Hy Pearlman, que administrava uma lavanderia a seco, e de Reenie Pearlman, uma merendeira escolar. Ele também é primo de primeiro grau do músico Art Garfunkel. A casa de Pearlman em Mitchell Gardens localizava-se em frente ao Aeroporto de Flushing, onde ele e seu amigo de infância Alan Gross acompanhavam o deslocamento de dirigíveis. De acordo com sua autobiografia, Bands, Brands & Billions, foi durante este período que ele usou sua posição no jornal da escola para ganhar credenciais e conseguir sua primeira viagem em um dirigível. Isso é contestado por Gross, que afirma ser o repórter da escola e que permitiu que Pearlman o acompanhasse. A fama de Garfunkel ajudou a inspirar o interesse de Pearlman pelo mundo da música e ainda adolescente ele gerenciou uma banda, mas quando o sucesso na música se mostrou difícil, ele voltou sua atenção para a área da aviação. Durante seu primeiro ano como estudante de Contabilidade no Queens College, Pearlman escreveu um plano de negócios para um projeto escolar, baseado na ideia de um serviço de táxi-helicóptero na cidade de Nova Iorque. No fim da década de 1970, ele lançou o negócio com base em seu plano de negócio, começando com um helicóptero. Ele persuadiu o empresário alemão Theodor Wüllenkemper a treiná-lo em dirigíveis e posteriormente passou algum tempo nas instalações da Wüllenkemper na Alemanha Ocidental, aprendendo sobre os dirigíveis.

#### Airship International
Ao retornar para os Estados Unidos, Pearlman formou a Airship Enterprises Ltd, que alugou um dirigível para a empresa de roupas Jordache, antes de realmente possuir um. Ele usou os fundos da Jordache para construir um dirigível, que imediatamente caiu. As duas partes se processaram e, sete anos depois, Pearlman recebeu $ 2,5 milhões em danos. Seguindo o conselho de um amigo, Pearlman abriu uma nova empresa, a Airship International, abrindo o seu capital para levantar os $3 milhões de que precisava para comprar um dirigível, alegando falsamente que tinha uma parceria com a Wüllenkemper. Depois de abrir o capital da empresa em 1985, Pearlman tornou-se pessoal e profissionalmente próximo de Jerome Rosen, sócio da pequena empresa de comércio de capitalização Norbay Securities. Com sede em Bayside, Queens, e com frequentes problemas com a regulação, a Norbay negociava ativamente as ações do dirigível. Isso elevou o preço das ações do dirigível de forma consistente, permitindo que Pearlman vendesse milhares de ações e garantiu preços cada vez mais altos. No entanto, a Airship estava relatando pouca receita. Para manter seu penny stock líquido, Pearlman supostamente pagou a Rosen comissões, que chegavam a 'milhares de dólares' por negociação.
A Airship International teve como cliente a cadeia de restaurantes McDonald's, que alugava seu dirigível para publicidade. Outras empresas notórias incluem a seguradora MetLife e o parque aquático SeaWorld, estes últimos quando Pearlman mudou a Airship International para Orlando, Flórida, em julho de 1991. Posteriormente, a companhia acabou sofrendo danos quando um de seus clientes saiu e três aeronaves caíram. As ações da empresa caíram e a empresa foi fechada.

### 1992–2005: Formação do Backstreet Boys e indústria da música
Quando a sua empresa de dirigíveis faliu, no início dos anos noventa, Pearlman lembrou-se da época em que sua empresa fretou um avião, ainda no final dos anos 80, para a boy band New Kids on the Block. Ele ficou fascinado com o sucesso do grupo, que havia ganho milhões de dólares em vendas de álbuns, turnês e mercadorias. Com a intenção de imitar o modelo de negócio, ele moveu-se para a indústria da música em 1992 e abriu a Trans Continental Records, além disso, colocou um anúncio nos classificados do jornal Orlando Sentinel, buscando vocalistas adolescentes para um processo de audição, em uma busca de talentos de 3 milhões de dólares. No ano seguinte, seu primeiro grupo consistindo de cinco artistas desconhecidos foi formado e nomeado como Backstreet Boys. Os deveres de gerenciamento foram atribuídos a um ex-gerente do New Kids on the Block, Johnny Wright, e sua esposa Donna. O Backstreet Boys tornou-se a boy band mais vendida de todos os tempos, com vendas recordes de 130 milhões de cópias, atingindo certificações de ouro, platina e diamante em 45 países diferentes. Pearlman e os Wrights foram então apresentados ao N'Sync, formado por Chris Kirkpatrick. Pearlman e os Wrights financiaram e administraram o grupo de maneira muito semelhante ao Backstreet Boys, que atingiu vendas de mais de 70 milhões de álbuns mundialmente. 
Com esses dois grandes sucessos em seu currículo, Pearlman tornou-se um magnata da música. Outras boy bands gerenciadas por ele foram O-Town (grupo criado durante o reality show da ABC-MTV Making the Band), LFO, Take 5, Natural, Marshall Dyllon (co-criado com o artista country Kenny Rogers) e US5, bem como os grupos femininos Solid HarmoniE e Innosense (com Britney Spears no início como membro temporária), co-gerenciado com Lynn Harless (mãe de Justin Timberlake, membro do N'Sync). Outros artistas do selo Trans Continental incluíram Aaron Carter, Jordan Knight, Smilez & Southstar e C-Note.
Pearlman também tornou-se proprietário de um grande complexo de entretenimento em Orlando, incluindo um estúdio de gravação chamado Trans Continental Studios e um estúdio de dança próximo a Disney World chamado O-Town. Em 2002, Pearlman e Wes Smith co-escreveram o livro Bands, Brands and Billions: My Top 10 Rules for Making Any Business Go Platinum.

#### Ações judiciais de artistas
Com exceção do US5, todos os atos musicais que trabalharam com Pearlman o processaram no tribunal federal por deturpação e fraude. Todos os processos contra Pearlman foram vencidos por aqueles que intentaram ações judiciais contra ele ou foram resolvidos fora do tribunal.
Os membros do Backstreet Boys foram os primeiros a entrar com uma ação contra Pearlman, achando que o contrato - sob o qual Pearlman era colecionado como gerente e produtor - era injusto, porque Pearlman também foi pago como sexto membro dos Backstreet Boys (ou seja, um sexto da renda da banda). A insatisfação da banda começou quando o membro Brian Littrell contratou um advogado para determinar por que o grupo havia recebido apenas US$ 300.000 por todo o seu trabalho, enquanto Pearlman e sua gravadora haviam ganho milhões. A boy band *NSync estava tendo problemas semelhantes com Pearlman, e seus membros logo seguiram o exemplo.
Aos 14 anos, Aaron Carter entrou com uma ação em 2002 que acusava Pearlman e Trans Continental de enganá-lo entre centenas de milhares de dólares e de extorsão em um padrão deliberado de atividade criminosa. Este processo foi posteriormente resolvido fora do tribunal.

## Prisão
No dia 21 de maio de 2008 o empresário foi condenado a 25 anos de prisão por lavagem de dinheiro, conspiração e bancarrota falsa. O juiz do caso afirmou que a dívida do réu supera os 20 milhões de dólares (cerca de R$ 33 milhões) e que ele poderia ficar um mês a menos na prisão para cada US$ 1 milhão (R$ 1,64 milhão) que pagasse a seus credores. Em junho de 2016, ele foi transferido de uma prisão de baixa segurança em Texarkana, Texas, para a prisão federal de Miami.
Pearlman morreu na prisão em 19 de agosto de 2016, aos 62 anos de idade de parada cardíaca.

## Grupos e duplas que empresariou
- Backstreet Boys:  Estados Unidos (AJ McLean, Howie Dorough, Nick Carter, Kevin Richardson e Brian Littrell) 1993–presente.[21][22]
- N'Sync:  Estados Unidos (Chris Kirkpatrick, Justin Timberlake, JC Chasez, Joey Fatone e Lance Bass) 1995–2002.[21][22]
- LFO (Lyte Funkie Ones):  Estados Unidos (Rich Cronin, Brad Fischetti, Brian Gillis e Devin Lima) 1995–2018 (com hiatos).[21][22]
- Solid HarmoniE:  Inglaterra (Rebecca Onslow, Melissa Graham, Elisa Cariera, Mariama Goodman e Jenilca Giusti) 1996–2000.[23][24][25]
- Innosense:  Estados Unidos (Danay Ferrer, Mandy Ashford, Nikki DeLoach, Britney Spears, Amanda Latona, Veronica Finn e Jenny Morris) 1997–2003.[21][22]
- C Note (Creating Nothing Other Than Excellence):  Estados Unidos (Raul Emilio "RaRa" Molina, David "D Lo" Perez, Andrew "Dru" Rogers, Jose Antonio "Brody" Martinez III, Orlando "O.T." Torres, Vincent "V" Pesante, Joshua "J-Kid" Correa e Johnathan "Jae Pezz" López) 1997–2008.[22][26][27]
- Take 5:  Estados Unidos (Ryan Goodell, Tilky Jones, Stevie Sculthorpe, Tim "TJ" Christofore e Jeff "Clay" Goodell) 1997–2001.[21][22]
- Natural:  Estados Unidos (Ben Bledsoe, Marc Terenzi, Michael 'J' Horn, Michael Johnson e Patrick King) 1999–2004.[21][16]
- O-Town:  Estados Unidos (Trevor Penick, Jacob Underwood, Erik Michael Estrada, Ashley Parker Angel e Dan Miller) 2000–presente (com hiato).[21][22]
- Marshall Dyllon:  Estados Unidos (Daniel Cahoon, Jesse Littleton, Michael Martin, Paul Martin e Todd Michael Sansom) 2000–2001.[28]
- Smilez & Southstar:  Estados Unidos (Rodney "Smilez" Bailey e Rob "Southstar" Campman) 2002–2006.[29][30]
- US5:  Alemanha (Christopher Richard Stringini, Izzy Gallegos, Tariq Jay Khan, Michael "Mikel" Johnson, Christoph "Chris" Watrin, Vincent "Vince" Tomas, Cayce Clayton e Jayson Pena) 2005–2010.[31][17]